# Liste der Monuments historiques in Saint-Maixant (Gironde)
Die Liste der Monuments historiques in Saint-Maixant (Gironde) führt die Monuments historiques in der französischen Gemeinde Saint-Maixant auf.

## Liste der Bauwerke
| Bezeichnung        | Beschreibung                  | Standort | Kennzeichnung | Schutzstatus | Datum | Bild |
| ------------------ | ----------------------------- | -------- | ------------- | ------------ | ----- | ---- |
| Domaine de Malagar | Erbaut im 18./19. Jahrhundert | (Lage)   | PA00083896    | Classé       | 2013  |      |
| Kirche St-Maixant  | Erbaut im 12. Jahrhundert     | (Lage)   | PA00083778    | Inscrit      | 1925  |      |

## Liste der Objekte
| Bezeichnung               | Beschreibung                              | Standort                        | Kennzeichnung | Schutzstatus | Datum | Bild |
| ------------------------- | ----------------------------------------- | ------------------------------- | ------------- | ------------ | ----- | ---- |
| Skulptur Madonna mit Kind | Stein, polychrom gefasst, 16. Jahrhundert | in der Kirche St-Maixant (Lage) | PM33000726    | Classé       | 1980  |      |